# Fisher Glacier (glaciär i Antarktis)
Fisher Glacier är en glaciär i Antarktis. Den ligger i Östantarktis. Australien gör anspråk på området. Fisher Glacier ligger 1 253 meter över havet.
Terrängen runt Fisher Glacier är huvudsakligen platt. Fisher Glacier ligger uppe på en höjd.  Trakten är obefolkad. Det finns inga samhällen i närheten.